# Familie Flöz
Familie Flöz, o Familie Floez, è una compagnia di teatro internazionale residente a Berlino.
Gli spettacoli che la compagnia realizza e produce prendono vita da un lungo processo introspettivo e collettivo che attraversa differenti discipline teatrali fra le quali il teatro di figura, il teatro di maschera, la danza, la clownerie, l'acrobazia, la magia e l'improvvisazione
Nel suo lavoro teatrale la compagnia utilizza un linguaggio del corpo non convenzionale che attraverso l'uso di maschere e travestimenti rivela ciò che è nascosto nell'animo dell'essere umano.
La Familie Flöz si avvale di mezzi definiti "antelinguistici" poiché le maschere non hanno solo una forma, ma anche un contenuto, che si sviluppa con la maschera e la recitazione, fino all'atto simbiotico con l'attore come risultato finale.
Gli spettacoli della Familie Flöz sono stati rappresentati in 34 nazioni.

## Storia della Compagnia
Nell'anno 1994 un gruppo di studenti della scuola del corso di mimo della Folkwang Universität di Essen (nota per avere avuto fra il corpo docenti Pina Bausch), iniziò a fabbricare artigianalmente delle maschere per sperimentare nuove forme espressive; fra questi studenti vi erano Hajo Schüler, Markus Michalowskie e in seguito il regista Michael Vogel.
Fonte d'ispirazione artistica per lo studio delle maschere fu il lavoro dei grandi maestri del passato come Amleto Sartori e Erhard Stiefel. Le maschere caratterizzeranno lo stile unico ed originale della compagnia negli anni a venire.
Il 1994 è l'anno della messa in scena di "Über Tage", la cui prima versione fu rappresentata all'Auditorium della scuola di Essen. In seguito l'opera fu rielaborata in due nuove versioni, di cui una abbreviata, chiamata "Flöz & Söhne", che fu ideata esclusivamente per il teatro di strada.
Nel 1996 grazie al permesso del Westfälische Industriemuseum (Museo dell'industria della Westfalia) che allora fece loro da sponsor, la compagnia poté utilizzare lo spazio di una dismessa fabbrica di carbone a Bochum, per le prove dei propri spettacoli. Proprio in questo spazio fu rappresentata l'opera originale "Familie Flöz kommt über Tage", un omaggio ai lavoratori del bacino della Ruhr. Il successo non tardò ad arrivare sia da parte del pubblico che della critica, grazie al quale si susseguirono repliche dello spettacolo in varie parti d'Europa, fra cui Francia, Olanda, Danimarca e Slovacchia.
Nel 1998 la compagnia realizzò il suo secondo spettacolo dal titolo "Ristorante Immortale", messo in scena nella Maschinenhaus di Essen con un rinnovato ensemble di attori. Con quest'opera in cui si alternano personaggi grotteschi che raffigurano il personale di un ristorante che rimarrà sempre vuoto, la compagnia decide di rinunciare definitivamente all'utilizzo del linguaggio verbale.
A partire dal Festival di Edimburgo nell'anno 2001 la compagnia, che prima si chiamava "Flöz Production" adotta il nome odierno di Familie Flöz.
Il nome deriva dalle piccole striature "Flöz" costituite da minerali preziosi che sono presenti nelle pietre minerarie. Come accade per i materiali preziosi, la bizzarra famiglia viene alla luce dalla profondità della crosta terrestre. La metafora rappresenta perfettamente il percorso di sviluppo e creazione delle storie e dei personaggi della compagnia nel loro processo creativo di un linguaggio, che parte da una fase chiaroscurale e finisce nell'atto simbiotico fra maschera e attore.
Nello stesso anno la Familie Flöz realizzò altri due spettacoli, "Two% – happy hour" e "Two% – Homo oeconomicus"  lasciando definitivamente il bacino della Ruhr in germania poiché Berlino diventerà la sede definitiva del gruppo.
Il quarto spettacolo nel 2004 è "Teatro Delusio", un omaggio al teatro stesso. La pièce sviscera il classico tema del mondo come palcoscenico con il linguaggio originale, tipico dello stile Flöz. Lo spettacolo fu premiato con un successo internazionale in vari continenti, fra i quali Sudamerica, Asia ed Europa.
Nel 2006 in Italia fu fondata dal direttore artistico e di produzione della compagnia Gianni Bettucci; la Flöz Sommer-Akademie.
L'Accademia si svolge ogni anno presso l'Abbazia di S.Giusto a Tuscania e accoglie nei mesi centrali del periodo estivo, circa 30 giovani attori ed artisti provenienti da tutte le parti del mondo. Nell'accademia guidata da Valentina Bordenave, Björn Leese, Thomas Rascher, Hajo Schüler, Michael Vogel viene proposto un lavoro che spazia dalla recitazione con la maschera, allo sviluppo di figure e scene, fino alla costruzione della maschera.
L'anno successivo alla fondazione della scuola la Familie Flöz preparò lo spettacolo "Infinita" nello studio Flöz aperto nel 2006 all'Admiral Palace sulla Friedrichstrasse a Berlino. Replicata nello stesso anno più di 50 volte, "Infinita" è un'opera che in maniera poetica e comica allo stesso tempo, ripercorre a ritroso l'esistenza dell'uomo e i suoi passaggi dai primi istanti della nascita, fino all'epilogo finale della morte.
A partire dall'estate dell'anno 2008 la Familie Flöz inizia le collaborazioni con due teatri tedeschi, il Teatherhaus Stuttgart e il Theater Duisburg e nello stesso anno realizza la produzione di Hotel Paradiso, un giallo ambientato in un albergo di montagna sulle Alpi, la cui anziana proprietaria è la capostipite di una strana famiglia costituita dai due figli e da uno staff altrettanto particolare e nel quale si verificano storie surreali e strane sparizioni.
Il 2010 è la volta della produzione di Garage D'Or Lo spettacolo si svolse al Theater di Duisburg in concomitanza con l'anno della capitale europea della cultura. La pièce tratta il tema dell'arroganza dell'essere umano e del suo naturale desiderio di conquista ed evasione. La prima versione di "Garage d'Or" a Berlino risale al 2010, mentre lo sviluppo della seconda versione fu preparata per realizzare un documentario di arteTv e WDR intitolato "Behind the Mask". La prima visione del documentario è stata mostrata nel 2012 durante il Festival Euro-scene di Lipsia.
Alla fine del 2013, la compagnia si trasferisce a Berlino Weißensee dove lo Studio Flöz è diventato un centro di produzione e creazione per il teatro fisico e internazionale.
Nel novembre del 2014 il gruppo ha realizzato una nuova produzione intitolata "Haydi!".
Lo spettacolo ha per tema l'utopia e la promessa di un luogo in cui sentirsi a casa e al sicuro, una promessa che purtroppo è destinata al fallimento, la pièce s'ispira all'archetipo del profugo. Haydi! presenta elementi del racconto "Haidi" di Johanna Spyri intrecciati con personaggi tipicamente Flöz. La pièce introduce un rinnovamento artistico della compagnia, ampliando la concezione del travestimento.
In Haydi infatti il mascheramento è previsto sotto forme diverse, non più solo per mezzo di maschere di cartapesta, ma anche attraverso altri tipi di costumi. La compagnia continua così a sperimentare forme artistiche e modalità espressive che la caratterizzano sempre in maniera inconfondibile.

## Spettacoli
- 1995 – Flöz & Söhne
- 1996 – Familie Flöz kommt über Tage
- 1998 – Ristorante Immortale
- 2001 – TWO% – happy hour
- 2001 – TWO% – homo oeconomicus
- 2003 – Navigazioni
- 2004 – Teatro Delusio
- 2006 – Infinita
- 2008 – Hotel Paradiso
- 2010 – Garage D'Or
- 2012 – Garage D'Or (Neuinszenierung)
- 2014 – Haydi!
- 2019 - Dr. Nest
- 2022 - Feste
- 2022 - Hokuspokus

## Premi
- 2013 – Off Critic Prize, Festival Avignon
- 2012 – Publikumspreis Euro–scene Leipzig
- 2010 – Schwerter Kleinkunstpreis für Hotel Paradiso
- 2008 – Jurypreis Festival Mostra Internacional de Teatro de Ribadavia
- 2008 – Prix du Public, Festival Anjou, Angers
- 2008 – Grand Prix de la Jury, Festival Anjou, Angers
- 2007 – Schwerter Kleinkunstpreis für Teatro Delusio
- 2006 – Prix spécial du Jury, Festival Mimos
- 2004 – AZ Stern München
- 2004 – Tz Rose München
- 2001 – Cavalcade Edinburgh Festival
- 1998 – AZ Stern München
- 1998 – tz Rose München
- 1996 – Theaterzwang NRW
- 1996 – Hannoverscher Querkunstpreis
- 1995 – Gauklerpreis Koblenz